# SAGAサンライズパーク体育館

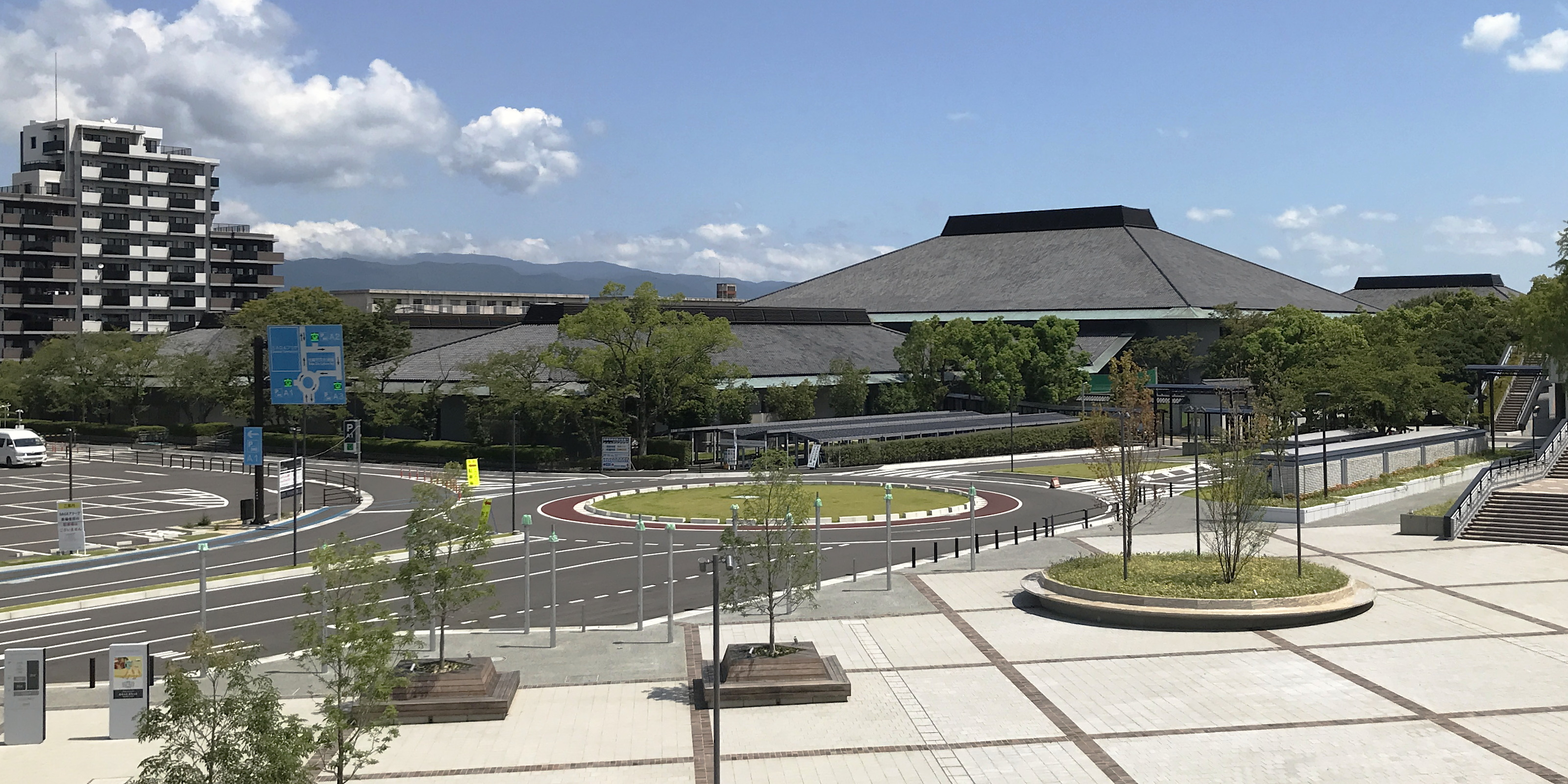
全景

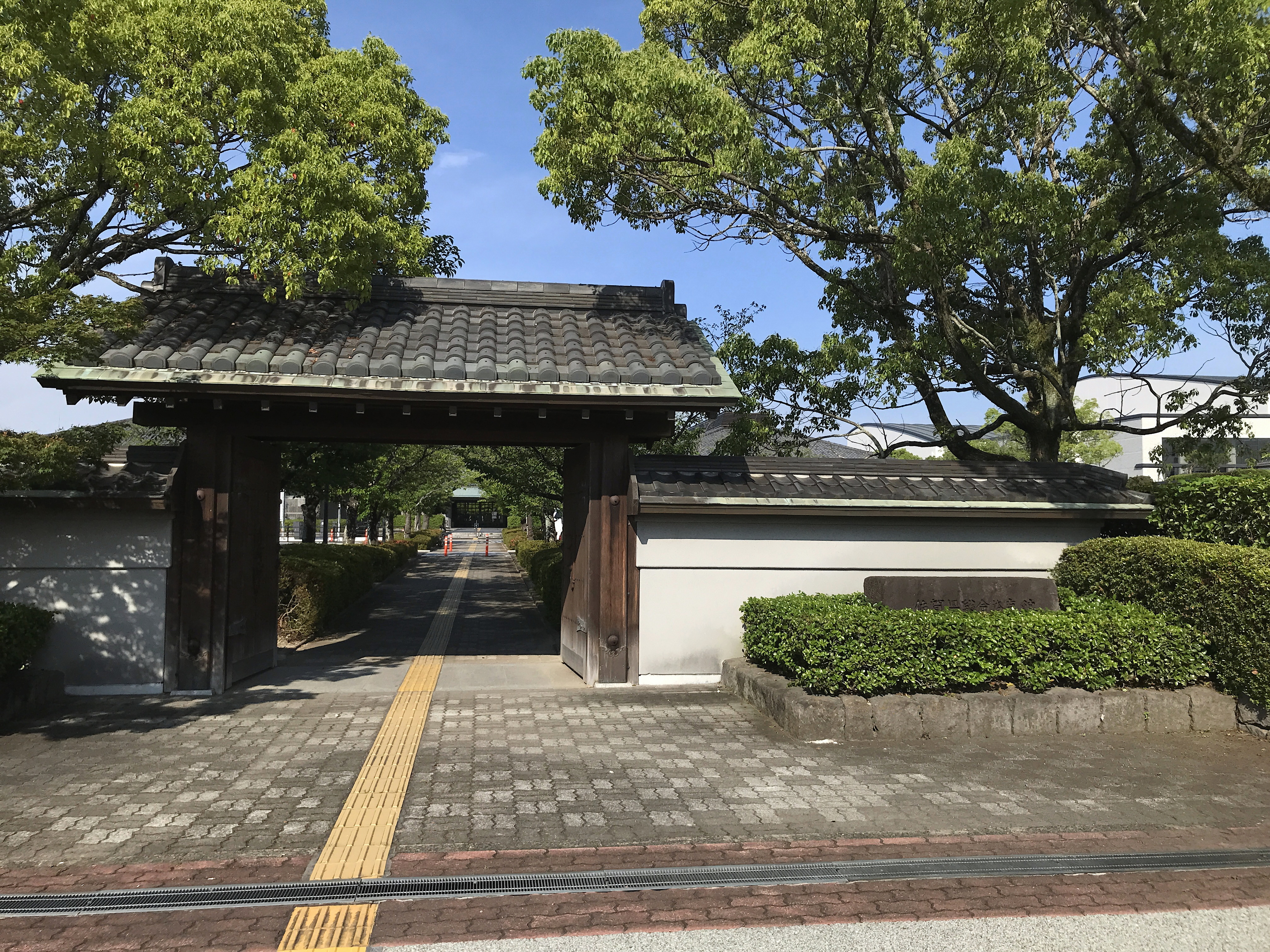
門と名板

SAGAサンライズパーク体育館（さがサンライズパークたいいくかん）は、佐賀県佐賀市日の出のSAGAサンライズパークにある屋内運動場（体育館）。電通グループを中心とした特定目的会社である株式会社SAGAサンシャインフォレストが指定管理者として運営管理を行っている。
1986年（昭和61年）に佐賀県総合体育館（さがけんそうごうたいいくかん）として完成。2019年6月1日からSAGAサンライズパーク（旧称・佐賀県総合運動場）の施設群の一つとなり、現在の名称に改められている。愛称は「SAGAプラザ」。

## 概要
佐賀県内の体育館で最大規模を誇る体育館で、併設の佐賀市文化会館と共に佐賀県内のスポーツ・文化の中心地である。
V.LEAGUE・久光製薬スプリングスとB.LEAGUE・佐賀バルーナーズがホームアリーナの1つとして使用してきたが、その役割は旧総合運動場内に2023年新設されたペデストリアンデッキで繋がるSAGAアリーナに移っている。
2012年6月28日、佐賀県総合体育館の体操場が全焼したため、佐賀県は早急に体操場の建て替えを行ない、2014年3月に復旧。火災を起こした少年の保護者へは2015年2月に佐賀県は損害賠償額9300万円を保護者の保険適用で和解することに合意した。
2024年に開催される予定の第78回国民スポーツ大会 (SAGA2024) を見据え、佐賀県総合体育館や佐賀県総合運動場・水泳場は、老朽化が進んできたこと、観客席数が多くないこともあり、一帯の再整備（SAGAサンライズパーク（仮称）整備事業）に併せ、総合運動場内にあったボクシング場・フェンシング場を総合体育館の敷地内に移転整備し、全館空調も整備され、2019年6月1日から佐賀県総合運動場を含めたエリアの名称として「SAGAサンライズパーク」を使用することになり、設置根拠となっていた佐賀県総合体育館条例及び佐賀県総合運動場条例が廃止され、両者を合わせる形で新たにSAGAサンライズパーク条例が制定されたことから、体育館の正式名称も「SAGAプラザ」と改められた。なお、SAGAサンライズパーク条例では施設名を「総合体育館」ではなく単に「体育館」としている。旧称に因んで「SAGAサンライズパーク総合体育館」の呼称が用いられることもある。

## 施設
- 大競技場
バレーボール3面, バスケットボール2面, バドミントン10面, ハンドボール2面, 卓球20台
収容人数:2118人 (2階固定席: 1350人, 1階可動席: 768人)
- 小競技場
バレーボール2面, バドミントン6面, バスケットボール1面, 卓球8台 観客席なし
- 柔道場 (公式2面)
- 剣道場 (公式2面)
- 弓道場 (10人立)
- 相撲場 (屋根付き)
- 体操場 (鉄棒, 鞍馬, 床など)
- トレーニング場
- 研修室

## 周辺
- 佐賀市文化会館
- SAGAサンライズパーク陸上競技場
- SAGAアリーナ
- 国立病院機構佐賀病院
- 佐賀県警察学校